# Vern pilós
El vern pilós (Alnus incana), és una espècie d'arbre pertanyent a la família de les betulàcies.

## Distribució geogràfica
És una espècie de vern amb una àmplia gamma a través de la parts més fredes de l'hemisferi nord.

## Descripció
Es tracta d'un arbre de petit a mitja grandària que aconsegueix els 15-20 m d'altura amb escorça llisa grisa, fins i tot en la vellesa, la seva vida arriba a un màxim de 60-100 anys. Les fulles són de color mat verd, ovoides de 5-11 cm de llarg i 4-8 cm d'ample. Les flors apareixen a principis de la primavera abans de sortir les fulles, les masculines penjant i de 5-10 cm de llarg, i les femenines d'1,5 cm de llarg i 1 cm d'ample, madurant a finals de tardor. Les llavors són petites, d'1-2 mm de llarg, de color marró clar i amb una estreta ala. El vern pilós té un sistema d'arrels superficials, i es caracteritza no només per la forta producció de plançons de soca, sinó també pels rebrots d'arrel, especialment al nord de la seva àrea de distribució. La fusta s'assembla a la del vern, però és una mica més pàl·lida i de poc valor.

## Ecologia
El vern pilós és una espècie exigent de llum, són arbres de creixement ràpid que creixen bé en sòls pobres. A l'Europa central, és un colon de les terres al·luvials de muntanya al costat de rierols i rierols, i es desenvolupen a altures de fins a 1500 metres. No obstant això, no requereixen un sòl humit, i també solen colonitzar vessants pedregosos i superficials. A la part septentrional de la seva àrea de distribució, és un arbre comú a nivell del mar en els boscos, els camps abandonats i en rodalies de llacs. De vegades és utilitzat per al repoblament en sòls no fèrtils, que s'enriqueix per mitjà de la fixació del nitrogen pels bacteris en els nòduls de les seves arrels. Diverses espècies de lepidòpters l'utilitzen per alimentar les seves erugues.

## Taxonomia
El vern pilós fou descrit per (L.) Moench i publicat a Methodus Plantas Horti Botanici et Agri Marburgensis: a staminum situ describendi 424. 1794.

### Etimologia
Alnus: nom genèric del llatí clàssic per a aquest gènere.
incana: epítet llatí que significa "gris, canós" 

### Varietats
Hi ha de 4 a 6 subespècies, algunes tractades com a espècies separada per alguns autors:
- Alnus incana subsp. incana (vern gris). Europa del Nord i el nord-est d'Àsia, i el centro i sud d'Europa a les muntanyes, principalment en les regions dels Alps, Carpats i el Caucas.
- Alnus incana subsp. hirsuta (Spach) = A. hirsuta Spach. El nord-est d'Àsia, Àsia central i a les muntanyes.
- Alnus incana subsp. kolaensis (NIOrlova= Subàrtica nord-est d'Europa.
- Alnus incana subsp. oblongifolia (= A. oblongifolia). Sud-est d'Amèrica del Nord.
- Alnus incana subsp. rugosa (Du Roi) RTClausen (= A. rugosa Du Roi). El nord-est d'Amèrica del Nord.
- Alnus incana subsp. tenuifolia (Nutt.) Breitung (= A. tenuifolia Nutt.). Nord-est d'Amèrica del Nord i Alaska.[2][3][4]

Hi ha una varietat especialment apreciada pels jardins pel seu viu color groc, l'Alnus incana 'Aurea', el vern daurat.

### Sinonímia
- Alnus februaria var. incana (L.) Kuntze
- Betula alnus var. incana L.
- Betula incana (L.) L.f.4 5 6

## Etnobotànica
En farmàcia s'utilitza la pedunculagina, una el·lagitanina que s'obté de la subespècie hirsuta. Els zunis fan servir l'escorça de la subespècie tenuifolia per pintar la pell de cérvol de color marró vermellós.